# Ubay, Bohol
Ubay là đô thị hạng 2 ở tỉnh Bohol, Philippines. Theo điều tra dân số năm 2007, đô thị này có dân số 65.900 người.

## Các đơn vị hành chính
Ubay về mặt hành chính được chia thành 44 khu phố (barangay).
| - Achila - Bay-ang - Biabas - Benliw - Bongbong - Bood - Buenavista - Bulilis - Cagting - Calanggaman - California - Camali-an - Camambugan - Casate - Cuya | - Fatima - Gabi - Governor Boyles - Guintabo-an - Hambabauran - Humayhumay - Ilihan - Imelda - Juagdan - Katarungan - Los Angeles - Lomangog - Pag-asa - Pangpang - Poblacion | - San Francisco - San Isidro - San Pascual - San Vicente - Sentinila - Sinandigan - Tapal - Tapon - Tintinan - Tipolo - Tubog - Tuboran - Union - Villa Teresita |